# Droits LGBT en Antarctique
 (mai 2025).
Les personnes lesbiennes, gays, bisexuelles et transgenres (LGBT) en Antarctique peuvent bénéficier de droits différents en fonction de leur nationalité.
L’Antarctique n’ayant pas de population humaine résidente, la présence humaine y est limitée à des personnes impliqué dans la recherche ou à des expéditions sportives. Le Traité sur l'Antarctique prévoit que tous les droits légaux en Antarctique sont régis par ceux du pays d'origine de la personne,.
L'Antarctique a obtenu un score de 100/100 sur l'indice d'égalité publié par Equaldex.

## Mariage homosexuel
Sept États souverains – l'Argentine, l'Australie, le Chili, la France, la Nouvelle-Zélande, la Norvège et le Royaume-Uni – ont formulé des revendications territoriales en Antarctique, qui reconnaissent tous le mariage entre personnes de même sexe. Les options pratiques pour y parvenir peuvent varier selon le lieu.
Le 13 octobre 2016, une ordonnance a été proclamée par le commissaire Peter Hayes qui permettait aux personnes de même sexe de se marier dans le territoire antarctique britannique,. Les mariages sont célébrés par des officiers de mariage, nommés par le commissaire, à « tout endroit que l'officier de mariage considère approprié », soit sur le territoire, soit à bord d'un navire dans les eaux territoriales.
Le premier mariage homosexuel sur le territoire a eu lieu le 24 avril 2022 entre Eric Bourne et Stephen Carpenter à bord du RRS Sir David Attenborough près de la station de recherche Rothera sur l'île d'Adélaïde. Le premier mariage lesbien a eu lieu le 14 février 2023 entre Sarah et June Snyder-Kamen à Bongrain Point, sur l'île Pourquoi Pas. 
Il est possible de se marier dans les Terres australes et antarctiques françaises où le code civil français s'applique. La France reconnaît le mariage entre personnes de même sexe depuis 2013.

## Expression publique
L’expression publique du soutien aux causes LGBT n’est pas restreinte, en dehors des lois nationales qui peuvent affecter les citoyens de certains pays.
En 2016, le groupe de défense Planting Peace a parcouru l'Antarctique avec un drapeau de la fierté en guise de geste symbolique. L'organisation a proclamé l'Antarctique « premier continent au monde favorable aux LGBT »,. La Polar Pride, un événement annuel de la marche des fiertés organisé en Antarctique depuis 2018, est célébrée le 18 novembre. En 2022, l'alpiniste transgenre Erin Parisi a planté un drapeau transgenre au sommet du massif de Vinson, le plus haut sommet de l'Antarctique. Également en 2022, ce qui semble être la première croisière d’expédition entièrement LGBT en Antarctique a eu lieu. 